# Palčaci
Palčaci (lat. Acanthisittidae) je porodica ptica koja živi isključivo na Novom Zelandu (endemska porodica). Pripada redu vrapčarki, a danas egzistiraju još samo dvije vrste, dok su druge dvije vrste ove porodice izumrle. 

## Opis
Građom tijela nalik su striježevcima, no nisu im bliže srodni. To su vrlo malene ptice (zbog čega su i dobili hrvatsko ime "palčići") koje dosižu dužinu od samo 8 do 10 cm. Građa tijela im je zbijena, s vrlo kratkim vratom i repom. Krila su im kratka i zaobljena, a letačke sposobnosti loše. Noge su snažne s dugim i tankim prstima. Kljun je relativno dug i šiljast, ponekad lagano svinut prema gore. Boja perja se kreće od žućkasto smeđe do zelenkaste s gornje strane tijela, dok im je donja strana svjetlija, često bijela ili siva. Spolni dimorfizam nije značajan, mužjaci su samo nešto sjajniji od ženki.

## Način života
Ove se ptice zadržavaju pretežno u šumama i na stjenovitim područjima. Uglavnom se kreću po tlu ili se penju uz stabla u potrazi za kukcima koji su im glavni izvor hrane. Ponašanjem ponekad podsjećaju na glodavce ili kukcojede. Kako tih životinja izvorno nije bilo na Novom Zelandu, ove ptice su vjerojatno zauzele njihovu ekološku nišu. Ptice žive monogamno, a gnijezde se gotovo isključivo na tlu. Jedino zeleni palčić (Acanthisitta chloris) može svoje gnijezdo ponekad sagraditi i na drveću. Mladunce podižu oba roditelja.

## Ugroženost
Kako se pretežno gnijezde na tlu, a gotovo da nemaju prirodnih neprijatelja, vrlo su osjetljive na smetnje novodošlih, alohtonih vrsta životinja. Još prije dolaska Europljana na Novi Zeland, ovamo je stigao pacifički štakor (Rattus exulans). To je dovelo do istrijebljenja više vrsta ili do potiskivanja nekih na manje otoke. S Europljanima su došli i drugi štakori, mungosi, mačke i drugi grabežljivci za koje su ove ptice bile lak plijen, tako da danas žive još dvije vrste, ugroženi Xenicus gilviventris, i relativno česti zeleni palčić. 

## Sistematika
Palčaci su ranije bili svrstavani u podred kreštalica, no DNK usporedbe pokazale su, da ne pripadaju u taj takson, nego da su temeljna sestrinska grupa svim drugim vrapčarkama.

## Vrste
- Rod Acanthisitta
  - Zeleni palčić (Acanthisitta chloris)
- Rod Xenicus
  - Xenicus gilviventris
  - †Xenicus lyalli
  - †Xenicus longipes

Pored ovih, iz fosilnih nalaza poznato je još nekoliko vrsta izumrlih prije dolaska Europljana:
- †Dendroscansor decurvirostris
- †Pachyplichas jagmi
- †Pachyplichas yaldwyni

## Vanjske poveznice
|  | Zajednički poslužitelj ima stranicu o temi Acanthisittidae    |
|  | Zajednički poslužitelj ima još gradiva o temi Acanthisittidae |
|  | Wikivrste imaju podatke o taksonu Acanthisittidae             |